# Северо-Восток (группа)
Северо-Восток — музыкальная арт-рок-группа с некоторым уклоном в фолк-рок, являющаяся наследницей группы In Folio. Участвовала во всех фестивалях «Нашествие» в 2005—2011 годах, а также в фестивалях «Пустые холмы» (2006—2009), «Дикая мята» в 2008, 2009 и 2011 годах и «Быть добру!» в 2012—2016 годах.
Её лидер, Сергей Седых, преподает курс гитары в Московском колледже импровизационной музыки и пишет книги для начинающих гитаристов. Он принял участие в подготовке и записи альбома «Дикие травы» группы «Мельница». В свою очередь, Хелависа спела песни «От неба до неба» альбома «Открытый берег» и «Улетаю» альбома «Предчувствие».

## Состав

### Действующий
- Александра Есакова — вокал (с 2017)
- Сергей Седых — музыка, тексты, гитара
- Григорий Горностаев — ритм-гитара, акустическая гитара (с 2010)
- Алиса Миллер — бас-гитара (2014—2016, с 2017)
- Игорь Шатов — ударные, перкуссия

### Бывшие участники
- Радмила Маркидонова — вокал (2005—2007)
- Александра Давыдовская — вокал (2007)
- Ксения Стрижакова — вокал (2008—2009)
- Мария Копелова — вокал (2012—2013)
- Ольга Егоршина — вокал (2012—2015)
- Александра Комарова — вокал (2010—2011, 2015—2016)
- Владимир Цветков — гитара (2005—2010)
- Елена Скулаченко — флейта (2011—2014)
- Петр Черниенко — бас-гитара (2005—2014)
- Фёдор Амбарян — бас-гитара (2016—2017)

## Дискография
- 2006 — Вниз по реке
- 2008 — Открытый берег
- 2015 — Предчувствие
- 2015 — Свобода